# Neurochirurgie

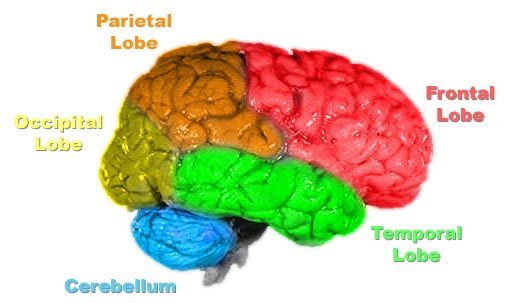
Lobii creierului

Neurochirurgia este o ramură a chirurgiei care se ocupă de operațiile pe creier și alte intervenții asupra sistemului nervos, sistemul nervos de control care reglează activitățile din organism. Operațiile pe creier sunt în general extrem de delicate și implică o serie complicată de tehnici, echipament și tehnologie sofisticată.

## Începuturile

### Phineas Gage - un caz ciudat
În anul 1848 Phineas Gage era șeful unei echipe de lucrători care aruncau în aer o zonă pentru a face loc unei străzi în SUA. A avut loc un accident teribil din cauza prafului de pușcă pe care îl foloseau. O bucată de fier, lungă de 130 cm și lată de 4 cm, a izbit capul lui Gage cu o forță incredibilă. Tija de metal i-a pătruns prin obraz, ajungându-i în frunte prin partea anterioară a creierului, și a ieșit afară făcând o gaură în vârful craniului.
Gage era amețit, dar nu murise. El a părăsit locul accidentului pentru a găsi un medic, care i-a bandajat rana. În mod uimitor, el a supraviețuit.

#### Schimbarea personalității
Însă Gage nu mai era același. Înainte de accident avusese o fire calmă, grijulie și moderată. După accident a devenit răutăcios, încăpățânat și certăreț. Înjura mai mult și era mai puțin cumpătat. El a făcut turul țării arătându-și rana de la cap și tija care i-o provocase. Când a murit, în anul 1860, investigațiile medicale au constatat o distrugere masivă a porțiunii stângi anterioare a creierului. Phineas Gage era dovada vie că „chirurgia cerebrală”, ocazională și necontrolată, poate deteriora procesele mentale și personalitatea pacientului. Se considera că memoria și intelectul lui Gage rămăseseră neschimbate după accident. Principala schimbare a avut loc în personalitatea sa, demonstrând că funcțiile creierului sunt incredibil de complexe. Modificări similare de personalitate au fost remarcate la persoane care au suferit tumori sau răni care au exercitat presiuni asupra anumitor părți ale creierului.

### O istorie ciudată
În neurochirurgie, chirurgii aplică tehnicile operatorii și chirurgicale în probleme ale creierului și sistemului nervos. Acestea sunt de obicei afecțiuni fizice sau structurale, cum ar fi apariția excrescențelor, tumorilor sau a rănilor. Lipsa sau dezechilibrul unor substanțe chimice naturale în creier se tratează mai degrabă cu medicamente, cel puțin în primele faze, și nu prin intermediul microchirurgiei.
În trecut s-a încercat să se trateze varietate de boli prin neurochirurgie- de la personalitatea psihopată, la convulsii epileptice grave, halucinații și mânii sau depresii extreme. În cadrul operației numită lobotomie, o parte a creierului era extrasă în încercarea de a preveni comportamentul violent și antisocial. Însă, mulți oameni erau foarte îngrijorați că mințile și personalitățile pacienților erau supuse unor astfel de tehnici dure prin care toate aspectele memoriei și emoției puteau fi alterate de lama bisturiului, urmând ca aceștia să ajungă niște legume.
În prezent aceste tipuri de operații sunt foarte rare și specializate. Uneori sunt privite ca “o ultimă speranță” pentru pacienți care suferă de probleme foarte grave sau de lungă durată, la care medicamentele sau alte tratamente, cum ar fi psihoterapia, nu au dat rezultate.

## Prezentul
Neurochirurgia modernă tinde să se ocupe în special de leziuni, cum ar fi urmări ale rănilor la cap, membre, răni provocate de gloanțe sau pătrunderea unui șrapnel, precum și tumori sau diferite excrescențe. Este folosită și pentru a trata atacuri cerebrale cardiovasculare și hemoragii, nervi blocați și comprimați și anomalii congenitale. 
Neurochirurgul se pregătește inițial pentru chirurgie generală și abia apoi își va alege specializarea. Este foarte importantă cunoașterea anatomiei- nu doar cea a creierului și a nervilor, ci și cea a oaselor, mușchilor, ligamentelor și altor zone care le înconjoară. În unele operații o echipă de neurochirurgi lucrează împreună cu un chirurg ortoped specializat în oase, mușchi și articulații.

### Stabilirea diagnosticelor
Diagnosticarea corectă este importantă în orice ramură a medicinei dar în special în problemele neurologice. O mare dificultate este că țesutul nervos nu este ca cel al pielii, mușchilor sau oaselor. Acestea din urmă se regenerează, se refac și se vindecă dacă sunt tăiate. În unele cazuri, devin aproape ca noi. Însă un nerv odată tăiat, în general, nu se vindecă și nu se reconectează, acest lucru este valabil și în cazul creierului de vreme ce creierul este, de fapt, un labirint gigantic de nervi.
Cu toate acestea cercetările recente au demonstrat că anumiți nervi pot fi determinați să se refacă în porțiunea adiacentă, deși foarte lent- în jur de un milimetru pe zi. Cercetătorii speră că în viitor vor fi capabili să stabilească metode de accelerare a acestui proces și, probabil, să folosescă medicamente încă nedescoperite sau implanturi de celule nervoase pentru „a astupa golul”.
Cealaltă problemă majoră este că nervii sunt foarte importanți pentru organism. Ei primesc informații de la simțuri și emit instrucțiuni pentru mișcarea mușchilor. Dacă sunt deteriorați, pot apărea pierderea sensilbilității și paralizia. Mușchii care nu sunt solicitați regulat, contractându-se dacă nervii “le ordonă” se vor atrofia deci, sănătatea nervilor este importantă pentru sănătatea mușchilor. Creierul este centrul de control al întregului organism. Deteriorarea acestuia ar putea împiedica monitorizarea funcțiilor vitale, ca bătăile inimii, respirația și tensiunea arterială, și ar putea duce la întreruperea proceselor mentale, memoriei, emoțiilor și rațiunii însăși.

### Tehnica în neurochirurgie
Aceste trăsături ale sistemului nervos fac ca neurochirurgii să fie deosebit de atenți în exploararea creierului pentru a depista sursa leziunii. Cu cât se află mai multe despre cazul respectiv înainte de executarea primei incizii cu atât răul va fi mai redus. În prealabil chirurgii pot căuta cea mai bună cale de a ajunge la locul leziunii și de a aplica tratamentul. Astfel, stabilirea corectă a diagnosticului este deosebit de importantă pentru un tratament neurochirurgical de succes.
Fiind o ramură foarte tehnică și exactă a chirurgiei, neurochirurgia a beneficiat în mare măsură de două descoperiri în medicina generală. Acestea sunt: folosirea aparatelor pentru formarea de imagini și a scanerelor și dezvoltarea instrumentelor sofisticate pentru microchirurgie. Există mai multe tipuri de scanare. Fiecare metodă de scanare are propriile sale aplicații. În general, acestea contribuie la depistarea porțiunii deterioarate astfel încât neurochirurgii pot planifica dinainte detaliile operațiilor. Pentru operațiile minore la membre, se efectuează de obicei doar o anestezie locală. Uneori, neurochirurgul poate ajuta la eliberarea unui nerv blocat care provoacă dureri, furnicături, pierderea capacității de a simți sau paralizie. Cauza poate fi o excrescență osoasă sau un nodul care apasă pe nerv sau o articulație slăbită.

### Operații majore
Problemele coloanei vertebrale sunt mai grave, deoarece coloana vertebrală transportă mesaje nervoase în toată zona inferioară a organismului. Chirurgul ortoped se alătură echipei de chirurgi în operațiile pe coloană.
Unii pacienți rămân cu membre tăiate în urma accidentelor. Dacă chirurgii consideră posibilă reimplantarea în echipa care va efectua operația va fi inclus și un neurochirurg. Acesta este responsabil cu reimplantarea nervilor, pentru ca să existe șanse ca pacientul să-și recapete sensibilitatea și să-și poată folosi cât de cât mușchii din zona afectată. Pentru aceasta și pentru multe alte aspecte ale neurochirurgiei, microchirurgia este acum o tehnică esențială.
Cea mai delicată și provocatoare parte a muncii unui neurochirurg este operația pe creier. După ce pătrunde în craniu neurochirurgul lucrează rapid și eficient pentru tratarea leziunilor. Vasele sanguine anormale sunt legate sau înlăturate. Hemoragiile sunt oprite. În cazul unei fracturi de craniu, fragmentele de os sunt îndepărtate sau lipite la loc iar țesutul de creier aflat dedesubt este examinat în vederea detectării eventualelor răni. Când o parte din craniu trebuie înlăturată sau a fost grav deteriorată, acesta poate fi înlocuită cu plastic sau metale ușoare ca și titanul. Aceste plăcuțe sunt înșurubate în craniu de către neurochirurg iar fâșia de piele este cusută înapoi pentru a acoperi plăcuța.

### Tratament postoperator
După diverse tipuri de intervenții neurochirurgicale, pacienții beneficiază din plin de fizioterapie și exerciții speciale. Uneori nervii cresc din nou în conexiuni diferite, astfel încât când o persoană înceracă să-și miște un deget sau un membru într-o direcție, acesta se îndreaptă înspre direcția opusă. Prin urmare pacientul trebuie uneori să reînvețe mișcările și de unde provin senzațiile. Neurochirurgia poate avea succese uimitoare, cum ar fi îndepărtarea paraliziei sau recuperarea simțurilor.

## Viitorul
Privind spre viitor un element de cercetare foarte incitant constă în folosirea transplanturilor celulare pentru unele probleme neurologice cum ar fi boala Parkinson. De exemplu, la animale, transplantarea de celule de la feți la adulți bolnavi, a dat rezultate. Aceste metode se bazează pe o atenție și o precizie extraordinară, deoarece neurochirurgii pot avea de a face cu celule individuale minuscule.
Oamenii de știință cercetează metode de dezvoltare a celulelor nervoase umane și a celulelor asociate în laborator și de implantare acestora în creierul pacienților. 
Există multe semne de întrebare tehnice, morale și legale privind acest gen de activități. Chirurgii, medicii, savanții și alți specialiști pot prezenta fapte și stabili avantaje și dezavantaje. Dar societatea ca întreg va trebui să ia în considerare la modul cel mai serios întrebările și răspunsurile în anii ce vor urma.